# Полуведько, Кондрат Никитич
Кондрат Никитович Полуведько (укр. Кіндрат Микитович Полуведько) (1895, Подольская губерния, Российская империя — 1942, Харьков, Рейхскомиссариат Украина) — агент НКВД СССР, причастный к гибели лидера ОУН Евгения Коновальца и вероятнее всего, Николая Сциборского и Емельяна Сеника в Житомире.

## Биография
В период Гражданской войны, будучи украинским эсером, получил определённую известность в петлюровских кругах. Затем порвал с эсерами и отошёл от активной политической деятельности, предпочтя педагогику. Работал преподавателем немецкого языка. Непродолжительное время работал в системе наркомпроса УССР, занимая в нём высокое положение. Когда в начале тридцатых годов украинские чекисты обратились к нему с предложением выехать за границу для работы против западноукраинских националистов, согласился им помочь. Для него была разработана легенда, согласно которой он входил в одну из националистических групп, ликвидированных в начале тридцатых годов, был осуждён, однако сумел бежать с Соловков в Финляндию. Оказавшись в Хельсинки, агент украинского НКВД присоединился к здешним оуновцам и вскоре завоевал их полное доверие. Членом ОУН и её представителем в Хельсинки (главой Украинской Громады в Финляндии) стал благодаря стечению обстоятельств и собственным литературным талантам. «Тогобичний» регулярно писал статьи в эмигрантскую украинскую националистическую прессу и в издаваемую в Париже газету «Украинское слово».
Его главной задачей было поддержание связи между западноукраинскими националистами, живущими в изгнании, и их подпольной организацией в Ленинграде. Эти контакты были для оуновцев чрезвычайно важными, так как именно в городе на Неве, в отделе рукописей библиотеки имени Салтыкова-Щедрина они прятали свои архивы. И хотя в НКВД об этом знали давно, обнаружить архивы удалось лишь после окончания Второй мировой войны, в 1949. После присоединения западных областей Украины к УССР был некоторое время на работе во Львовском сельскохозяйственном институте.
После смерти Коновальца «Тогобичный» появился в Берлине и попал под подозрение отдельных руководителей ОУН, которые считали его соучастником убийства руководителя организации и предлагали сообщить об этом немецким властям, к их голосу соратники не прислушались, и разведчик продолжал свою активную деятельность. Он благополучно вернулся в Финляндию и прожил там до июля 1941 года. Когда Красная армия покинула территорию Западной Украины, «Тогобичный» объявился в Львове в качестве представителя организации ОУН(м), затем перебрался в Житомир, а после гибели Николая Сциборского и Емельяна Сенныка объявился в Харькове, где занял пост ответственного секретаря городской управы.
Располагая значительными служебными возможностями, он оказал бесценную помощь в обеспечении военнопленных продуктами. Помогал подпольным группам Мещанинова, Седова и Труфановой помочь вырваться на свободу более трёх тысяч военнопленных, печатая бланки удостоверений на передвижение по городу и за его пределами. В начале 1942 года его арестовало гестапо (по утверждению западно-украинского националиста Б. Онуфрика («Коника»), «как разоблачённого советского агента, который повесился в тюремной камере»), где он и погиб. Разоблачить Полуведько немцам помогло обнаружение в архивах документов о том, что деньги на приобретение его квартиры (ещё до войны) были перечислены со счёта НКВД.